# Амброуз Бърнсайд
Амброуз Еверет Бърнсайд (23 май 1824 г – 13 септември 1881 г.) е войник на Съюза, ръководител на железница, изобретател, индустриалец и политик от Роуд Айланд, САЩ. Той служи като губернатор на Роуд Айлънд от 1866 до 1869 г. и като сенатор на Съединените щати за Роуд Айлънд от 1875 г. до смъртта си.
Като генерал от страната на Съюза в американската гражданска война от 1861 – 1865 г., той провежда успешни кампании в Северна Каролина и Източен Тенеси, както и противодейства на набезите на генерала от Конфедерацията Джон Хънт Морган, но претърпява катастрофални поражения в битката при Фредериксбърг и Битката при кратера.
На английски думата „sideburn“ за бакенбарди произлиза от фамилното му име. През 1871 г. той става първият президент на Националната стрелкова асоциация, заемайки поста до 1872 г.